# Грибные болезни растений
Патоге́нные грибы́ — грибы, которые вызывают заболевания у людей или других организмов. Известно, что около 300 грибов являются патогенными для человека. Исследование грибов, патогенных для человека, называется «медицинской микологией». Хотя грибы эукариотические, многие патогенные грибы являются микроорганизмами. Изучение грибов и других организмов, патогенных для растений, называется патологией растений.

## Грибы
Большинство фитопатогенных грибов относятся к аскомицетам и базидиомицетам. Грибы размножаются как половым, так и бесполым путем производства спор и других структур. Споры могут распространяться на большие расстояния воздухом или водой, или могут передаваться через почву. Многие почвенные грибы способны жить сапротрофно, выполняя часть своего жизненного цикла в почве. Это факультативные сапротрофы.
Грибные заболевания можно контролировать с помощью фунгицидов и других методов ведения сельского хозяйства. Однако часто появляются новые расы грибов, устойчивые к различным фунгицидам. Биотрофные грибные патогены колонизируют живую растительную ткань и получают питательные вещества из живых клеток-хозяев. Некротрофические грибные патогены заражают и убивают ткани хозяина и извлекают питательные вещества из мертвых клеток хозяина.

## Грибоподобные организмы
Оомицеты являются грибоподобными организмами. Они включают некоторые из наиболее разрушительных патогенов растений, в том числе род Фитофтора, который включает возбудителей поздней гнили картофеля и внезапной смерти дуба. Отдельные виды оомицетов ответственны за корневую гниль.
Несмотря на то, что оомицеты не были тесно связаны с грибами, они разработали схожие стратегии заражения. Оомицеты способны использовать эффекторные белки для отключения защиты растений в процессе заражения. Фитопатологи обычно группируют их с грибными патогенами.
Некоторые плесени слизевиков в phytomyxea вызывают серьёзные заболевания, в том числе килу капусты и других крестоцветных и паршу картофеля. Они вызваны видами плазмодиофоровые и парша порошистая, соответственно.